# Øydesteinen
Øydesteinen är en kulle i Antarktis. Den ligger i Östantarktis. Norge gör anspråk på området. Toppen på Øydesteinen är 1 870 meter över havet.
Terrängen runt Øydesteinen är huvudsakligen en högslätt. Trakten är obefolkad. Det finns inga samhällen i närheten.